# Кивотос
Кивотос (грч. Κιβωτός) је насељено место у општини Гребен у периферији Западна Македонија, Грчка. Према попису из 2021. године био је 331 становник.
Према бугарском географу и историчару, Василу Канчову, у Кивотосу је 1900. године живело 500 Грка муслимана (Валахади), 160 Грка хришћана и 50 Рома. Године 1923. муслиманско становништво је принудно исељено у Турску а на њихово место је насељено 334 грчких избегличких породица, укупно 1.033 особа. На попису из 1928. године Кивотос је избегличко насеље са 885 становника. Село се раније звало Кривци.